# Нуров, Пирак
Пирак Нуров (2 июня 1929 — 1999) — передовик советского сельского хозяйства, звеньевой колхоза «Коммунист Таджикистана» Кулябского района Кулябской области, Герой Социалистического Труда (1948).

## Биография
Родился 2 июня 1929 года в кишлаке Ханабад Душанбинского вилайета Таджикской АССР в крестьянской таджикской семье.
В 1942 году начал трудиться в местном колхозе «Коммунист». Занимался хлопководством, сначала был обычным колхозником, а затем ему доверили возглавить звено. В 1947 году его звено достигло высокого производственного результата на уборке хлопка. Получили 87,3 центнера с гектара на площади 3 гектара.
Указом Президиума Верховного Совета СССР от 1 марта 1948 года за достижение высоких показателей в производстве продукции сельского хозяйства и рекордные урожаи хлопка Пираку Нурову было присвоено звание Героя Социалистического Труда с вручением ордена Ленина и медали «Серп и Молот».
Продолжал работать в колхозе, возглавлял бригаду. В 1951 году стал членом КПСС. Занимал ряд партийных должностей.
Проживал в Кулябском районе Кулябской области. Умер в 1999 году.

## Награды
За трудовые успехи удостоен:
- золотая звезда «Серп и Молот» (01.03.1948)
- орден Ленина (01.03.1948)
- Орден Трудового Красного Знамени (20.02.1978)
- другие медали.
- Почётная грамота Президиума Верховного Совета СССР